# Charaxes achaemenes
Charaxes achaemenes is een vlinder uit de familie van de Nymphalidae. De wetenschappelijke naam van de soort is voor het eerst geldig gepubliceerd in 1866 door Cajetan Freiherr von Felder & Felder.

## Ecologie
De rupsen van C. achaemenes zijn gevonden op Brachystegia spiciformis, Pterocarpus angolensis, P. erinaceus, P. rotundifolius, Dalbergia boehmii, D. nitidula, Piliostigma thonningii, Xanthocercis zambesiana, allemaal bomen uit de vlinderbloemigenfamilie.